# Ušće (Obrenovac)
Ušće (em cirílico:Ушће) é uma vila da Sérvia localizada no município de Obrenovac, pertencente ao distrito de Belgrado, na região de Posavina. A sua população era de 1567 habitantes segundo o censo de 2009.

## Demografia
| 1948  | 1953  | 1961  | 1971  | 1981  | 1991  | 2002  |
| ----- | ----- | ----- | ----- | ----- | ----- | ----- |
| 1 521 | 1 568 | 1 545 | 1 420 | 1 398 | 1 368 | 1 464 |